# Міжнародний орган управління Руром
Міжнародний орган управління Руром (МОУР) - це міжнародний орган, який був створений у 1949 році західними союзниками з метою регулювання вугільної та сталеливарної промисловості в Рурській області, Західна Німеччина. Штаб-квартира знаходилась в Дюссельдорфі.
Влада Руру була викладена в комюніке, виданому 7 червня 1948 року після Лондонської конференції шести держав між Сполученими Штатами Америки, Сполученим Королівством Британії, Францією та країнами Бенілюксу. Його було скасовано після Паризького договору 1951 року, а його діяльність передана Європейському об’єднанню вугілля та сталі (ЄОВС). Угода про припинення діяльності МОУР була підписана в Парижі 19 жовтня 1951 року, а угода про припинення функцій МОУР набула чинності 25 червня 1952 року.
Рурський регіон Німеччини історично був центром промислової потужності країни завдяки багатим запасам вугілля та коксу, які приваблювали підприємства з виробництва чавуну, сталі та важкого машинобудування. Рур також був великим експортером вугілля, необхідного для значної частини сталеливарної промисловості Франції, Бельгії та Люксембургу. Після Першої та Другої світових воєн дефіцит коксівного вугілля призвів до того, що сталеливарна промисловість Західної Європи працювала з недостатньою потужністю.
Ідея контролю Руру виникла на Версальській конференції та конференціях з питань репарацій після Першої світової війни. Після Другої світової війни регіон став частиною британської окупаційної зони. Франція запропонувала відокремити Рур від решти Німеччини та встановити міжнародний режим контролю над регіоном, але британці відмовилися.
З початком холодної війни, беручи до уваги нездатність досягти консенсусу щодо мирного договору з Німеччиною на зустрічі Ради міністрів закордонних справ у Москві в квітні 1947 року, було змінено контекст французької політики щодо Німеччини. Крім того, план США щодо відновлення Європи (план Маршалла) був спрямований на відновлення економік Західної Європи, включаючи Західну Німеччину. Як наслідок, політика Франції змінилася на те, щоб економічне відновлення Німеччини поєднувалося з гарантіями для Франції щодо рурського вугілля та сталі.  Початковий ескіз МОУР був створений 14 серпня 1947 року після дискусій між заступником державного секретаря США з економічних питань Віллом Клейтоном і французькими офіційними особами, зокрема Жоржем Бідо та Жаном Моне.

## Створення Міжнародного органу управління Руром
Міжнародний орган управління Руром (МОУР) було створено в рамках угоди, укладеної на Лондонській конференції шести держав у червні 1948 року про створення Федеративної Республіки Німеччина. New York Times стверджує, що МОУР «створений для того, щоб перетворити цю скриньку Пандори, яка випустила стільки зла на світ, на інструмент миру та процвітання».
Рурська адміністрація була одним із контрольних органів західних союзників, які мали на меті досягти трьох основних цілей: забезпечити роззброєння та демілітаризацію Німеччини, сприяти відновленню європейських націй і сприяти «тісному об`єднанню їх економічного життя, яке в кінцевому рахунку може забезпечити мирну та процвітаючу Європу». Адміністрація повинна б була «наглядати за виробництвом, організацією, торгівлею та політикою власності Рурської промисловості та розповсюджувати їхню продукцію таким чином, щоб усі країни, які співпрацюють заради загального економічного блага, мали належний доступ до них. До цих країн відносились всі країни за планом Маршалла, включаючи Німеччину».
Статут МОУР був підписаний і набув чинності 28 квітня 1949 року.

## Рада
Механізм, визначений у Рурській угоді для розподілу поставок вугілля та сталі, являв собою раду, що складалася з представників урядів країн-підписантів Лондонської конференції шести держав. Представники Франції, США та Великої Британії мали по три голоси, а представники Бельгії, Нідерландів та Люксембургу – по одному. Угода також передбачала надання представникам окупованої Німеччини трьох голосів, щойно вона сформує уряд, визнаний союзниками. Після Петерсберзької угоди цю роль відіграє Західна Німеччина.
МОУР було створено на невизначений термін. Він передав свої рішення та рекомендації окупаційній владі, «яка мала забезпечити їх виконання».

## Функціонування
У період свого функціонування основним повноваженням Міжнародного органу управління Руром (МОУР) було встановлення кількості вугілля, яке експортувалося із Західної Німеччини. (Ціна та кількість експорту регулювалися, але у будь-якому випадку, вугілля продавалося комерційно, а не як репарації).  Хоча МОУР мав повноваження регулювати експорт сталі, проте, він не прийняв жодних рішень щодо цього, оскільки, здавалося, не було проблем із доступом до рурської сталі.  МОУР також мав повноваження перевіряти, чи торгівля та комерційна практика вугілля та сталі, не перешкоджають доступу інших країн до цих ресурсів, але цими повноваженнями мало користувалися.
У першій половині 1950 року труднощі з постачанням вугілля на європейський ринок практично зникли, а надлишки були накопичені в другому кварталі 1950 року. До осені 1950 року МОУР зробив свої перші чотири щоквартальні розподіли експорту одностайним рішенням (тобто за згодою членів німецької ради).
У травні 1950 року французи запропонували об'єднати ринки вугілля та сталі Франції, Німеччини та інших європейських країн, які хотіли взяти участь.  План французького міністра закордонних справ Шумана передбачав «зовсім інший підхід» до проблеми вугілля та сталі, оскільки мав на меті ставлення до німців як до рівних і з правом вести переговори щодо положень плану. Метою переговорів було відмежування плану Шумана від будь-якого контролю МОУР.
Переговори щодо плану Шумана стали приводом до підписання Паризького договору (1951), згідно з яким було створено Європейське об’єднання вугілля та сталі (ЄОВС). Угода була підписана 18 квітня 1951 року, але все ще потребувала ратифікації урядами країн, що її підписали (Бельгії, Франції, Німеччини, Італії, Люксембургу, Нідерландів). Після ратифікації договору, МОУР мав бути розпущений.
Початок Корейської війни в червні 1950 року призвів до дефіциту вугілля в Європі та тиску на його поставки. У перші три квартали 1951 року німецькі члени ради МОУР перевершили інших членів щодо обсягів експорту вугілля. До осені 1951 року виникло занепокоєння, що відкриті суперечки можуть мати серйозні наслідки в парламентах, де дебати щодо ратифікації плану Шумана були неминучими. Таким чином, восени 1951 року було вирішено перенести функціонал розподілу вугілля подалі від «напруженості та тертя» у МОУР до Бонна, де економічні радники Верховної союзницької комісії «могли вести переговори в атмосфері, більш сприятливій для компромісу». Було визначено формулу для експорту вугілля, яка ґрунтувалася на рівнях виробництва, і було дано дозвіл підвищити ціну на експорт німецького вугілля. Введення нової формули поклало край будь-якій роботі Міжнародного органу управління Руром щодо вугілля в Західній Європі.
До середини 1952 року рішення щодо плану Шумана було затвердженим, а угода про Європейське співтовариство вугілля та сталі набула чинності 23 липня 1952 року. Угода про припинення дії МОУР набула чинності 25 червня 1952 року, а останнє засідання було розпущено 11 лютого 1953 р.

## Географія
Лондонська угода визначає Рурську область у Північному Рейні-Вестфалії шляхом переліку 36 округів у регіонах Дюссельдорф, Мюнстер і Арнсберг.
В адміністративному окрузі Дюссельдорф:
1. Район Дінслакен
2. Район Дюссельдорф-Меттман
3. Район Ессен
4. Район Гельдерн
5. Район Крефельд-Юрдінген
6. Район Моерс
7. Район Рес
8. Округ Дюссельдорф
9. Округ Мюльхайм
10. Округ Дуйсбург-Хамборн
11. Округ Нойс
12. Округ Оберхаузен
13. Округ Ремшайд
14. Округ Зеллінген
15. Округ Вупперталь

В адміністративному окрузі Мюнстер:
1. Район Беккум
2. Район Людінггаузен
3. Район Реклінггаузен
4. Округ Боттроп
5. Округ Гельзенкірхе
6. Округ Гладбек
7. Округ Реклінггаузен

В адміністративному окрузі Арнсберг:
1. Район Еннепе-Рур-Крайс
2. Район Ізерлон
3. Район Унна
4. Округ Бохум
5. Округ Кастроп-Рауксель
6. Округ Дортмунд
7. Округ Гаген
8. Округ Хамм
9. Округ Херне
10. Округ Ізерлон
11. Округ Люнен
12. Округ Ванне-Айкель
13. Округ Ваттеншайд
14. Округ Віттен

## Дивіться також
- Рур
- Історія Руру
- Промислові плани Німеччини
- План Моргентау
- План Маршалла
- Декларація Шумана

## Зовнішні посилання
- Міжнародний орган управління Руром - European Navigator
- Угода про Міжнародну адміністрацію для Руру, 28 квітня 1949 р. - European Navigator
- Франція, Німеччина та боротьба за воєнні природні ресурси Рейнської області ICE Case Studies, номер 158, серпень 2005 р.